# Amr Diab
Amr Diab, nato Amr Abdel Basset Abdel Azeez Diab (in arabo عمرو عبد الباسط عبد العزيز دياب‎?; Porto Said, 11 ottobre 1961), è un cantante, compositore e attore egiziano.
Riconosciuto a livello internazionale come uno dei più famosi cantanti egiziani, Diab è l'artista arabo più venduto di tutti i tempi secondo il Let's Go Egypt. Innovatore, poliedrico e rivoluzionario, ha ricevuto numerosi riconoscimenti, tra cui quattro World Music Award   (nel 1998, nel 2002, nel 2007 e nel 2009) come Best Selling Middle Eastern Artist. Nel 2008 ha ricevuto un Triple Platinum Award (Triplo disco di platino)  per le vendite di ventidue milioni di copie del suo Nour El Ain.
Con oltre cinquanta milioni di copie vendute in tutto il mondo, è considerato il cantante arabo più conosciuto a livello mondiale, e padre fondatore della musica mediterranea o sound mediterraneo, un genere che mescola sonorità egiziane e occidentali.